# Świerszczowate
Świerszczowate, świerszcze (Gryllidae) – rodzina owadów prostoskrzydłych (Orthoptera), długoczułkowych (Ensifera), obejmująca 4886 gatunków występujących na wszystkich kontynentach, poza Antarktydą. Większość gatunków występuje w strefie tropikalnej. W Europie stwierdzono występowanie 63 gatunków, a w Polsce 6. Typem nomenklatorycznym rodziny jest Gryllus.
Ciało tych owadów jest walcowate i wydłużone, lekko grzbietobrzusznie spłaszczone. Głowa duża, niewielkie oczy złożone. Czułki dłuższe niż ciało. Skrzydła u większości zredukowane, pokrywy skrócone, a na nich – najczęściej dobrze wykształcone – aparaty strydulacyjne. Na goleniach przedniej pary nóg znajdują się narządy bębenkowe. Pokładełko jest cienkie, odnóża stosunkowo krótkie.
Świerszczowate prowadzą nocny tryb życia, zamieszkują wierzchnie warstwy gleby (norki ziemne), ludzkie siedziby oraz mrowiska. Gatunki z podrodziny Oecanthinae żyją na roślinach.

## Systematyka
Należą tu następujące podrodziny:
- Gryllinae Laicharting, 1781
- Gryllomiminae Gorochov, 1986
- Gryllomorphinae Saussure, 1877
- †Gryllospeculinae Gorochov, 1985
- Itarinae Shiraki, 1930
- Landrevinae Gorochov, 1982
- Sclerogryllinae Gorochov, 1985
- Euscyrtinae Gorochov, 1985
- Hapithinae Gorochov, 1986
- Pentacentrinae Saussure, 1878
- Podoscirtinae Saussure, 1878
- Eneopterinae Saussure, 1893
- Oecanthinae Blanchard, 1845

## Świerszczowate Polski
Gatunki świerszczy zaliczanych do polskiej ortopterofauny:
- Acheta domesticus – świerszcz domowy
- Gryllus campestris – świerszcz polny
- Modicogryllus frontalis – świerszczyk szary
- Nemobius sylvestris – piechotek leśny
- Oecanthus pellucens – nakwietnik trębacz
- Tartarogryllus burdigalensis